# Companhia Estadual de Engenharia de Transportes e Logística
Companhia Estadual de Engenharia de Transportes e Logística (CENTRAL) é uma empresa estatal brasileira fundada em maio de 2001 com objetivo de absorver as funções da extinta Companhia Fluminense de Trens Urbanos (Flumitrens), administrando o restante da malha ferroviária de transporte de passageiros não privatizada do estado do Rio de Janeiro. Com a desativação do ramal de Niterói e a passagem da operação do ramal de Guapimirim para a SuperVia, hoje ela opera somente o Bonde de Santa Teresa.

## Tabela do sistema

### Bonde
- Bonde de Santa Teresa

### Trens
| Linha      | Terminais                      | Comprimento (km) | Estações | Anos em operação | Situação atual                       |
| ---------- | ------------------------------ | ---------------- | -------- | ---------------- | ------------------------------------ |
| Guapimirim | Saracuruna ↔ Guapimirim        | 17,3             | 19       | 2001–2011        | Operação transferida para a SuperVia |
| Niterói    | Niterói ↔ Visconde de Itaboraí | 32,8             | 14       | 2001–2006        | Desativado                           |
| Campos     | Central de Campos ↔ Guarus     | 2                | 4        | 2007–2008        | Desativado                           |
| Barrinha   | Japeri ↔ Barra do Piraí        | 46               | 11       | —                | Em estudo                            |
| Itaguaí    | Santa Cruz ↔ Itaguaí           | 10               | 5        | —                | Em estudo                            |